# Last Retributor
『Last Retributor ～旅立ちの向こうに～』（ラスト・レトリビューター）は、2008年12月3日にフリーウェアとしてふりーむ!において公開され、第4回ふりーむ!ゲームコンテストで長編RPG部門賞を受賞したタンクタウンによるRPGツクールXP製のロールプレイングゲームである。

## 概要
自身の村をイゼルヴァン王国の「統一軍」によって滅ぼされ、その復讐を目指す少女フェリアが主人公であり、自称大奇術師のモファッドおよび弟子の少年ルーセンともに、「天空石」の真の力を解放するためにダンジョンとなっている聖地を制覇するというストーリーのファンタジー作品である。
聖地には謎解きの仕掛けである「クエスト」が用意されており、奥に進むためにはそれらを解除する必要がある。ただしルーセンに任せることを選択し、イベントを省略して先に進むことも可能となっている。
戦闘システムはシンボルエンカウントによって発生するコマンド選択式のターン制となっており、フェリアが一人で敵と戦う。プレイヤーはあらかじめルーレット状の盤に「秘石」を配置し、戦闘の際には回転するカーソルが止まった位置によって効果を発動する秘石が決定される。
盤上でカーソルを回すごとに補正値のランクが表示され、これによって効果の強弱が決定される。また同じ属性の効果を続けて発動させると力が増幅される。そして秘石を発動させるごとに増加し、前述した補正値が低いほど多く溜まる「クリティカルゲージ」が存在し、このゲージが満たされると「クリティカルスキル」が使用可能となる。
なおタンクタウンのコメントでは、本作について「システム面でほぼ思い通りのものが作れた」が「ボリューム的には予定よりもかなり少なくなって」しまった作品とされている。

## 評価
ふりーむ!ゲームコンテストでは、本作の特殊な戦闘システムについて「戦略的に楽しめる」と評されており、また「プレイヤーを配慮したゲーム進行」についても評価されている。そして「キャラクターも魅力的」であり、「混乱を招かないペースで、徐々にその世界観を広げていく」ストーリー展開についても評価されている。
窓の杜のコーナー「週末ゲーム」では「独特な戦闘やダンジョンにちりばめられた謎解きが楽しいファンタジーRPG」として紹介され、「復讐という重いテーマながら、何かとギャグに走るモファッドと、それにツッコミを入れるルーセンの存在が明るい雰囲気を生み出している」と評されている。そして「通常の謎解き以外にも、聖地のあちこちには隠し部屋があったり、オートで作成されるマップの完成度が表示されたりと、やりこみ要素はけっこう多い」とされている。